# Kasey Smith
Kasey Smith (Dublino, 29 marzo 1990) è una cantante irlandese.
Ha rappresentato l'Irlanda all'Eurovision Song Contest 2014 di Copenaghen con il gruppo Can-linn e il singolo Heartbeat, classificandosi al 12º posto nella seconda semifinale e non qualificandosi per la finale dell'evento.

## Biografia
Nata a Dublino in una famiglia di musicisti, iniziò la sua carriera musicale nel 2008, partecipando alle audizioni per il girl group irlandese Wonderland.
Negli anni successivi si trasferì a Nashville per concentrarsi sulla propria carriera da solista, e con il suo ritorno in Irlanda nel 2013, prese parte all'Eurosong, metodo di selezione irlandese per trovare il rappresentante dell'Irlanda all'Eurovision Song Contest, classificandosi 3ª.
Nel 2014 partecipa nuovamente alla selezione con il gruppo irlandese Can-linn, vincendo il concorso e ottenendo il diritto di rappresentare l'isola all'Eurovision Song Contest 2014. Il gruppo e la cantante si sono esibiti al 9º posto, classificandosi al 12º posto con 35 punti e non qualificandosi per la finale dell'evento.

## Discografia

### Album
- 2013 - One More World

### Singoli
- 2013 - Kiss Me
- 2013 - Tapped Out
- 2014 - Heartbeat (con i Can-linn)